# احتلال الجيش الأحمر لأذربيجان
في عام 1920، تمكّن الجيش الأحمر الحادي عشر من دخول جمهورية أذربيجان الديمقراطية وذلك بأمر من رئيس الاتحاد السوفياتي فلاديمير لينين. دخل الجيش الأحمر مدينة باكو في 28 أبريل/نيسان 1920 فأطاح بالجمهورية الأذربيجانية الديمقراطية. تميز يوم 28 أبريل بأنه اليوم الذي تم فيه تأسيس «الحكم السوفييتي» في أذربيجان، وتمت تسمية عدد من مؤسسات الدولة باسم «28 أبريل» تكريما لهذا الحدث. تم افتتاح نصب تذكاري للجنود الذين احتلوا أذربيجان في المنطقة المعروفة باسم الدائرة 11 للجيش الذهبي عند المدخل الشمالي لمدينة باكو. في وقت لاحق في نفس المنطقة دخلت القوات السوفيتية إلى باكو في 20 يناير 1990 وقتلت العشرات من الناس الذين كانوا يُعارضونها أو يُقاومون الاستعمار.

## التفاصيل
خلال الحقبة السوفياتية تعرض شعب أذربيجان للعديد من جرائم القتل كما تعرضت لمحاولات استعمار، حيث حاول البلاشفة الذين نفذوا السياسة الاستعمارية لروسيا القيصرية تدميرها كل 23 شهرا.
في بداية القرن العشرين أدى جو الثورة الاشتراكية في روسيا إلى انقسامات عدة بين الفئات الاجتماعية في أذربيجان، بل أن البعض توقعوا نهاية مأساوية لمصير الجمهورية الديمقراطية في ظل النزاعات الخطيرة التي نشبت بين مواطنيها الذين يمثلون أحزابًا مؤيدة ومعارضة في ذلك الوقت. وعلى مدى 23 شهرا شهدت البلاد اضطرابات كبيرة وكثيرة سببت أزمة وعطَّلت معظم القطاعات في البلاد.
ساهم كل هذا في انهيار سلطة الحكومة التي تدخلت وأقحمت نفسها في بعض من المعارك. تغيرت الحكومة عدة مرات في فترة زمنية قصيرة في ظل التهديد البلشفي باحتلال البلاد كل يوم. في الحقيقة تأثر بعض من الأذربيجانيين بأفكار البلاشفة وصاروا مؤيدون لهم خاصة فئة العمال وحتى الفلاحين. كانت روسيا قد هُزمت في الحرب العالمية الأولى وعانت من عشرات الإخفاقات منذ بداية القرن العشرين وهذا ما دفعها لإبطاء الحرب الأهلية في أذربيجان؛ بالإضافة إلى ذلك فروسيا أدركت أهمية الحصول على نفط دولة غنية مثل أذربيجان. بعد مدة ليست بالقصيرة كانت موسكو قد تمكنت من كسب مؤيدين لها في أذربيجان، هؤلاء المؤيديون حاولوا خلق الجو المناسب وإضفاء طابع الثورة على الحرب الأهلية.